# Beltra (cratera)
Beltra é uma cratera marciana. Têm como característica 7.4 kms de diâmetro. Deve o seu nome a Beltra, uma localidade da Irlanda.